# Joseph Victor von Scheffel
Joseph Victor von Scheffel (Karlsruhe, 16 de fevereiro de 1826 – Karlsruhe, 9 de abril de 1886), romancista e poeta alemão.

## Vida
Nasceu em Karlsruhe. Seu pai, um aposentado do exército criado Baden, foi um engenheiro civil e membro da comissão para regular o curso do Rio Reno, sua mãe, Josephine Krederer solteira, filha de um próspero comerciante em Oberndorf, era uma mulher de grande poder intelectual e de uma romântica disposição. Scheffel foi educado em Karlsruhe e depois (1843-1847) nas universidades de Munique, Heidelberg e Berlim.
Depois de passar no exame de admissão ao serviço judiciário, graduou-se para doutor em quatro anos (1848-1852) realizou uma posição oficial na cidade de Säckingen. Aqui ele escreveu o poema Der TROMPETER von Säckingen (O trompetista de Saeckingen) (1853), um romântico e bem-humorado conto que ganhou imediatamente extraordinária popularidade. Ele chegou a mais de 250 edições e foi encenado em uma ópera por Victor Nessler em 1884. Scheffel próxima realizou uma viagem à Itália.
Retornando para casa em 1853 ele encontrou seus pais, que esperavam que ele continuasse sua carreira jurídica. Mas em 1854, com uma deficiência visual, incapacitado, ele se demitiu do governo e assumiu o serviço em Heidelberg, com a intenção de preparar-se para um posto sobre o corpo docente da universidade. Seus estudos foram, no entanto, interrompidos pela doença ocular e, em busca de saúde mudou-se para a Suíça e assumiu a sua residência no Lago de Constança, e elaborado o plano de seu famoso romance histórico Ekkehard (1857); (Port. trans. por Sofie Delffs, Leipzig, 1872).
As primeiras ideias para este trabalho que ele começou a partir da historia germânica. Foi pouco menos popular do que Der TROMPETER von Säckingen. Em 1901 chegou à 179.ª edição. Scheffel retornou para Heidelberg, e publicado Gaudeamus, Lieder aus dem Engeren und Weiteren (1868), uma colecção de canções alegres e bem-humoradas, o objeto de que é tomado em parte de lendas alemãs, em parte, com temas históricos.
Por dois anos (1857-1859) Scheffel foi zelador da biblioteca do príncipe Egon von Fürstenberg em Donaueschingen, mas dando-se a sua nomeação em 1850, visitou Joseph Freiherr von Lassberg, em Meersburg sobre o lago de Constança, ficou durante um tempo com o Grão-Duque Charles Alexander de Saxe-Weimar, em Wartburg na Turíngia, em seguida, fixando-se em Karlsruhe, se casou em 1864 Caroline von Malzen e, em 1872, aos seus aposentos na Vila Seehalde Radolfzell perto da parte inferior do Lago Constança. Em 1876 foi concedida uma patente de nobreza hereditária pelo grão-duque de Baden. Ele morreu em Karlsruhe sobre o dia 9. De abril de 1886.

## Obras
Suas obras, para além dos já mencionados, são:
- Frau Aventiure. Lieder aus Ofterdingens Heinrich von Zeit (1863)
- Juniperus, Geschichte eines Kreuzfahrers (1866)
- Bergpsalmen (1870)
- Waldeinsamkeit (1880)
- Heini von der Steier (1883)
- Hugideo, eine alte Geschichte (1884)